# Place du Marché (Bastia)
Pour les articles homonymes, voir Place du Marché.

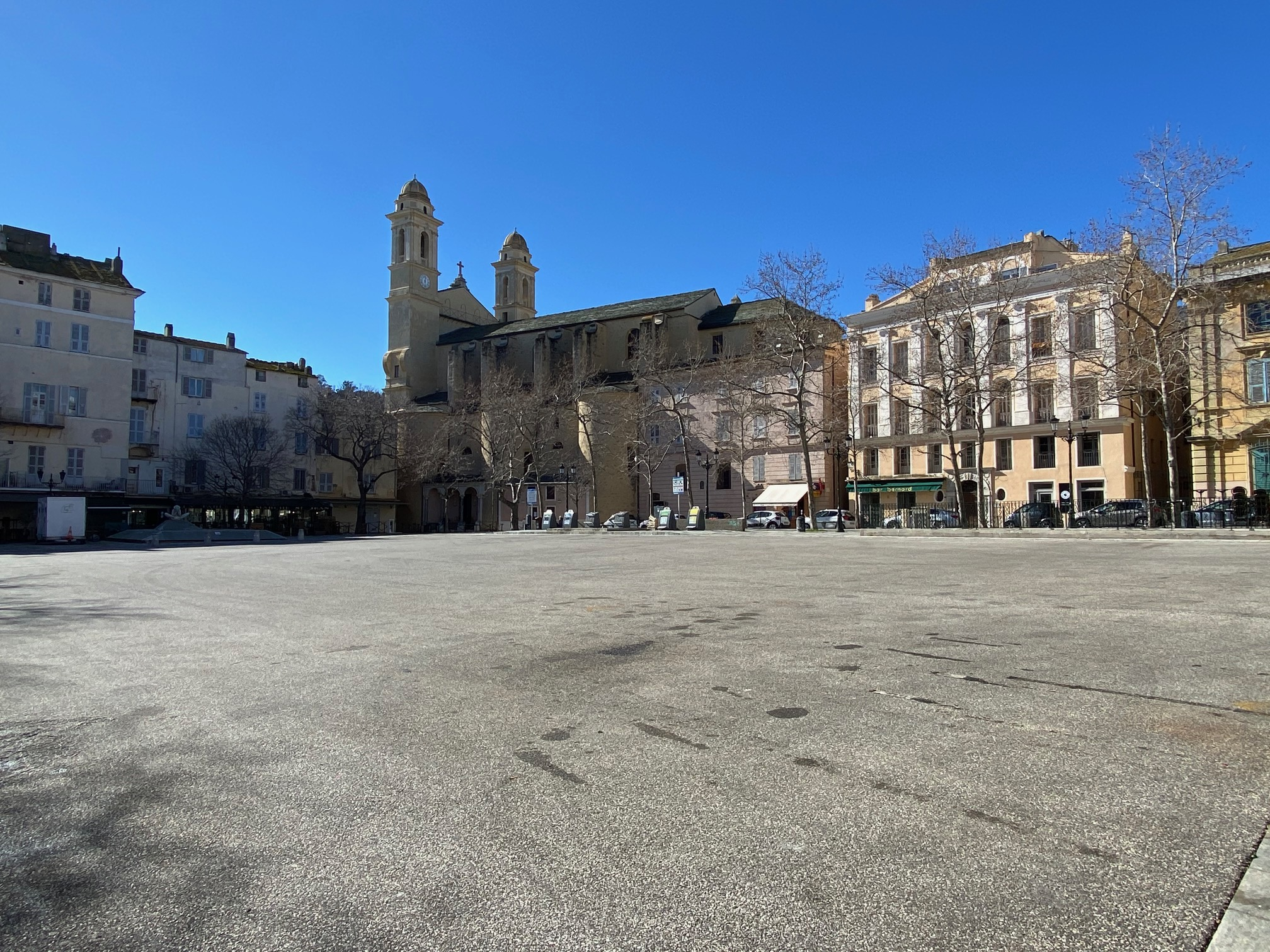
Place de l'Hôtel de ville, place du marché ou U Mercà

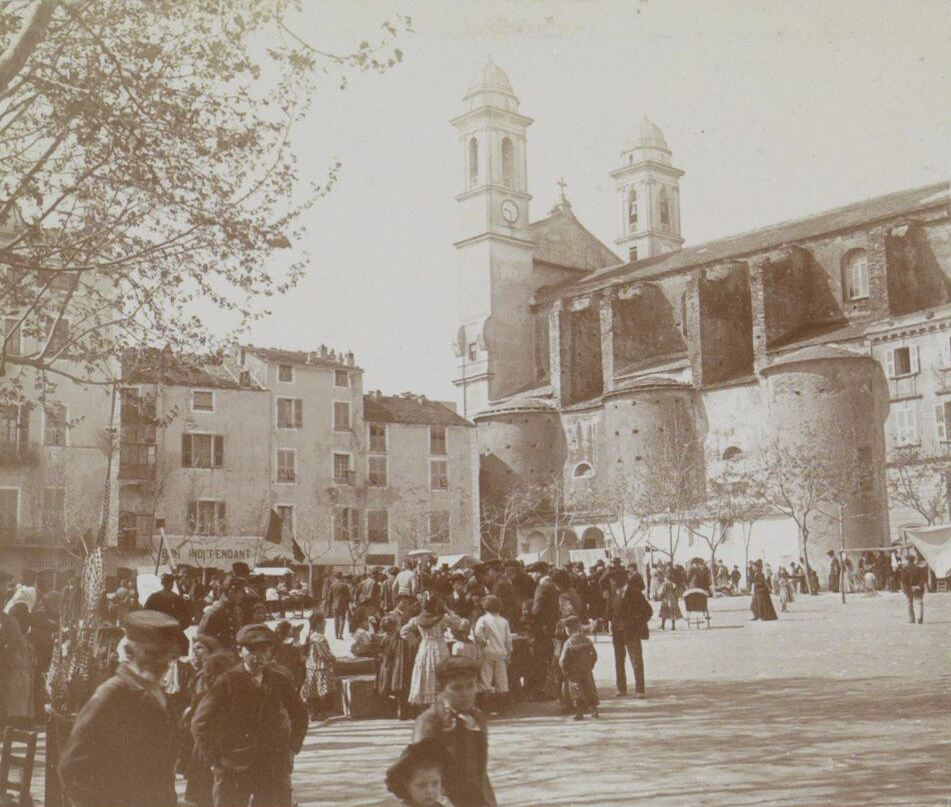
Ancien portrait de la place du marché

La place du marché est une place de la commune française de Bastia, dans le quartier de Terra Vechja.

## Situation et accès
Le quartier du Marché est situé à Terra Vechja, entre le Vieux-Port et la  Place Saint-Nicolas.

## Origine du nom

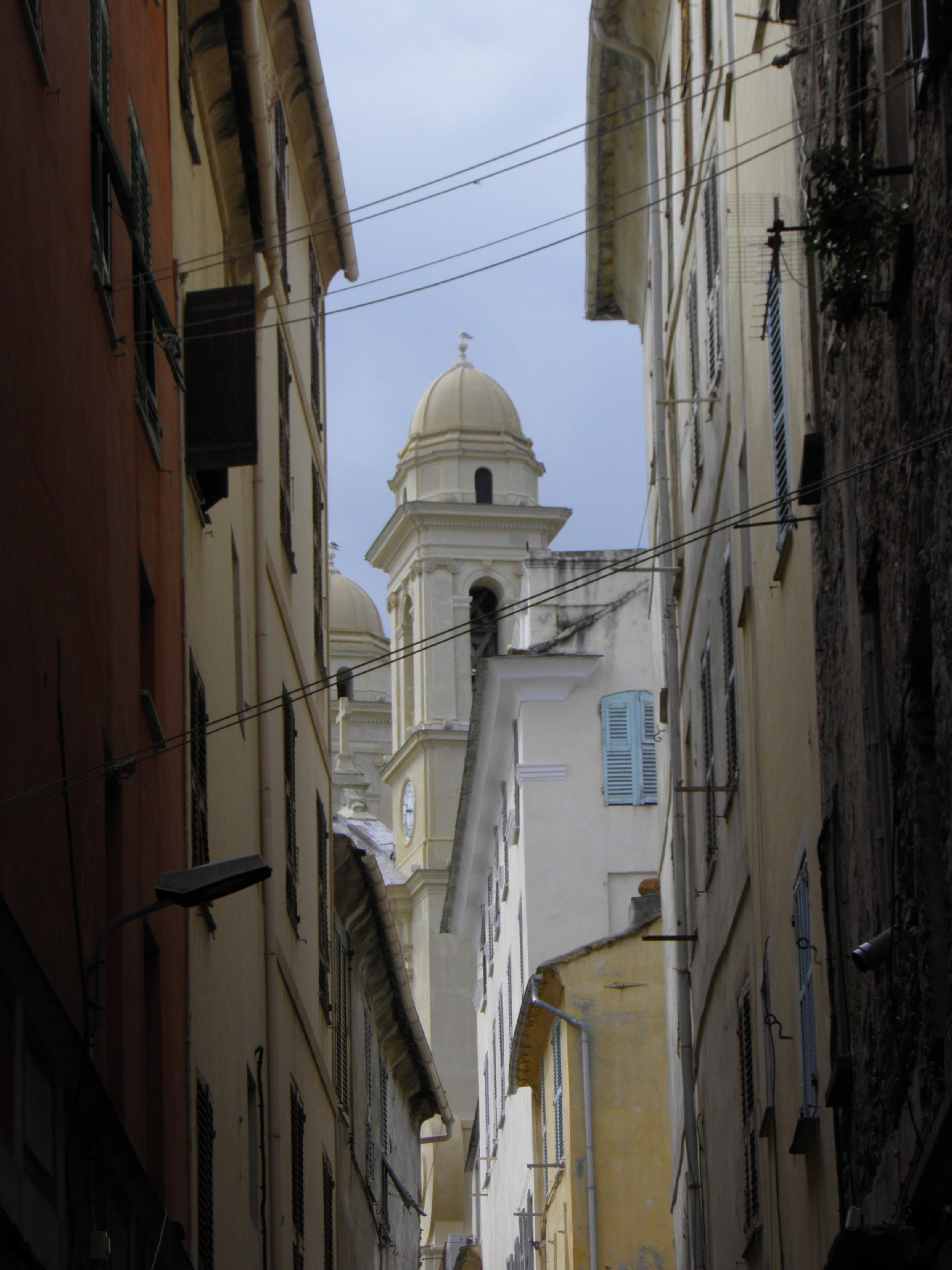
Rue Saint-Jean

### U Mercà
Le nom de "Mercà" est une apocope du mot "mercatu", signifiant "marché". C'était jadis un endroit très animé de la ville. Aujourd'hui, le marché est toujours organisé tous les week-ends.
Elle s'appelle désormais Place de l'Hôtel de Ville, en raison du bâtiment qui faisait office d'hôtel de ville, avant le transfert à la nouvelle mairie, en 1982.

## Historique

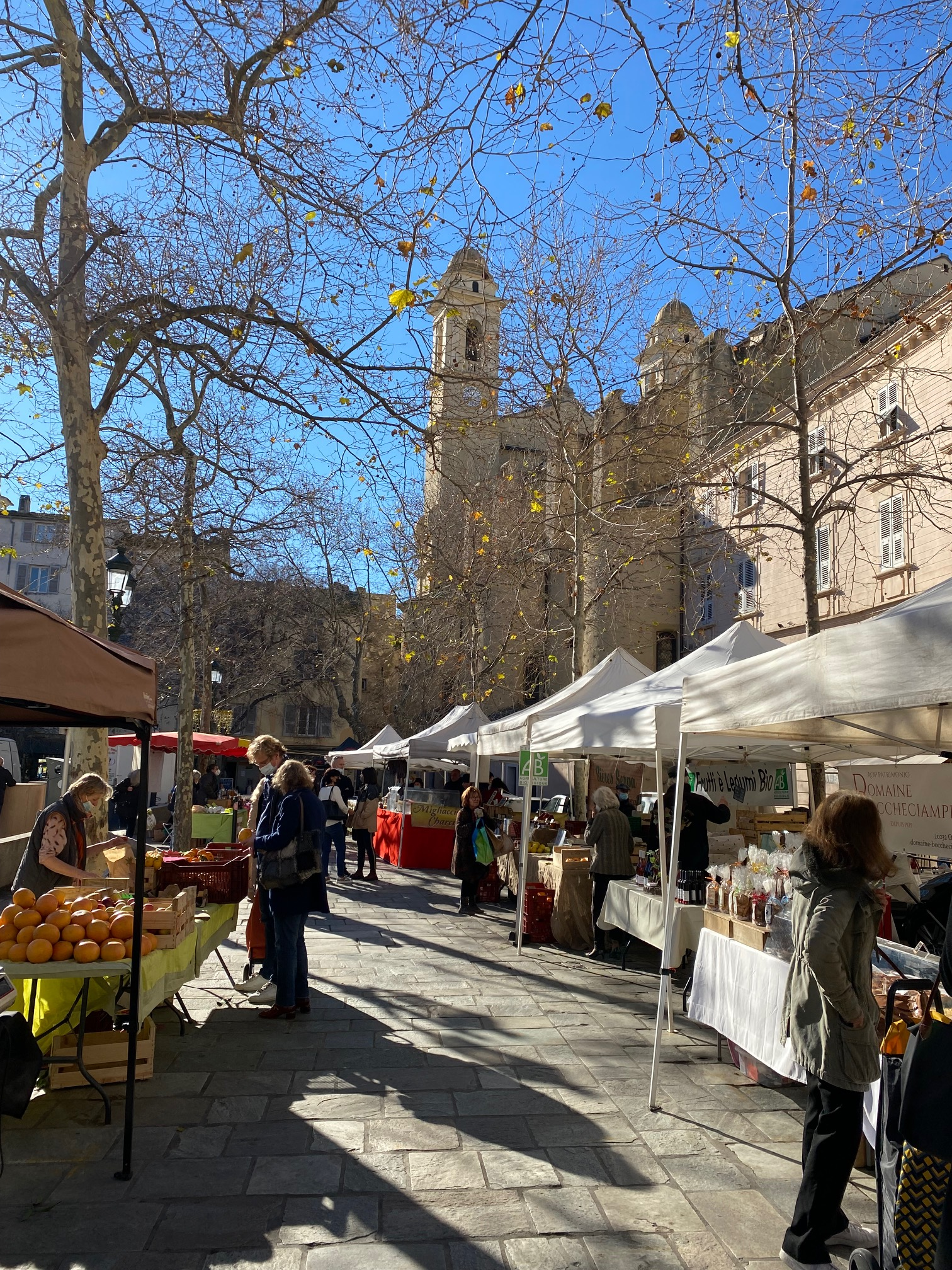
Le marché de Bastia

### Les anciens marchés
Si la place est toujours animée le samedi et le dimanche matin, le marché de Bastia ne s'est pas toujours trouvé à cet endroit. Du temps de l'administration génoise, au XVIIe siècle, il se trouvait dans la Citadelle, au lieu-dit A Chjappa, aujourd'hui vers le haut de la rue Saint-Michel. Au XVIIIe siècle un marché aux poissons s'ouvre à l'actuelle Place du Marché aux poissons. Enfin au XIXe siècle c'est dans le quartier du Guadellu, rue Vattelapesca que s'installe le nouveau marché. La place portera longtemps le nom de « Place du Nouveau marché ».
C'est en 1880 que le marché est implanté à son emplacement actuel, place de l'Hôtel de Ville.
En 1887 le conseil municipal décide d'y planter des platanes. La place était également dotée d'une fontaine en fonte de fer, aujourd'hui disparue.

Scène du marché de Bastia à la fin des années 1930

### L'emplacement d'un théâtre disparu
C'est place de l'Hôtel de Ville que se situait le premier théâtre de Bastia. En effet, longtemps la place actuelle n'était qu'un terrain vague et des jardins appartenant à la famille Favalelli, dont l'imposante maison borde la partie sud de l'esplanade.
Après la conquête française, le comte Marbeuf y fait édifier un théâtre en bois en 1774. L'objectif était politique : la population bastiaise était à ce moment-là corsophone et italophile. Seuls quelques lettrés et bourgeois savaient lire et parler français. En proposant des spectacles en langue française, Marbeuf espérait ainsi accélérer "l'assimilation" de la population corse. Mais ce sera un échec, le public boudera la programmation du théâtre pour lui préférer les pièces de théâtre et concerts en langue italienne proposés dans d'autres lieux de la ville, jusqu'au milieu du XXe siècle.
Le théâtre Marbeuf sera détruit en 1881, deux ans après l'inauguration du théâtre actuel.

## Bâtiments remarquables et lieux de mémoire
De nombreux bâtiments historiques peuvent être vus dans le quartier Marché :

### L'Hôtel de Ville
Appelé à Bastia A Merria Vechja. L'ancien hôtel de ville était autrefois un bâtiment de l'armée. En 1855, la commune de Bastia en fait l'acquisition pour y transférer le conseil municipal et les bureaux de la municipalité. À la fin du XIXe siècle, le bâtiment est rénové et la façade décorée : fronton triangulaire, balcon, corniche, relief avec les armoiries de la ville.
Le premier conseil municipal a lieu le 17 mai 1877.
En 1982, le bâtiment est jugé trop petit. La mairie est alors transférée dans l'ancienne préfecture, en bas de la Place Saint-Nicolas.

Ce bâtiment sert aujourd'hui à célébrer les mariages. Il abrite également les services de l'état civil.

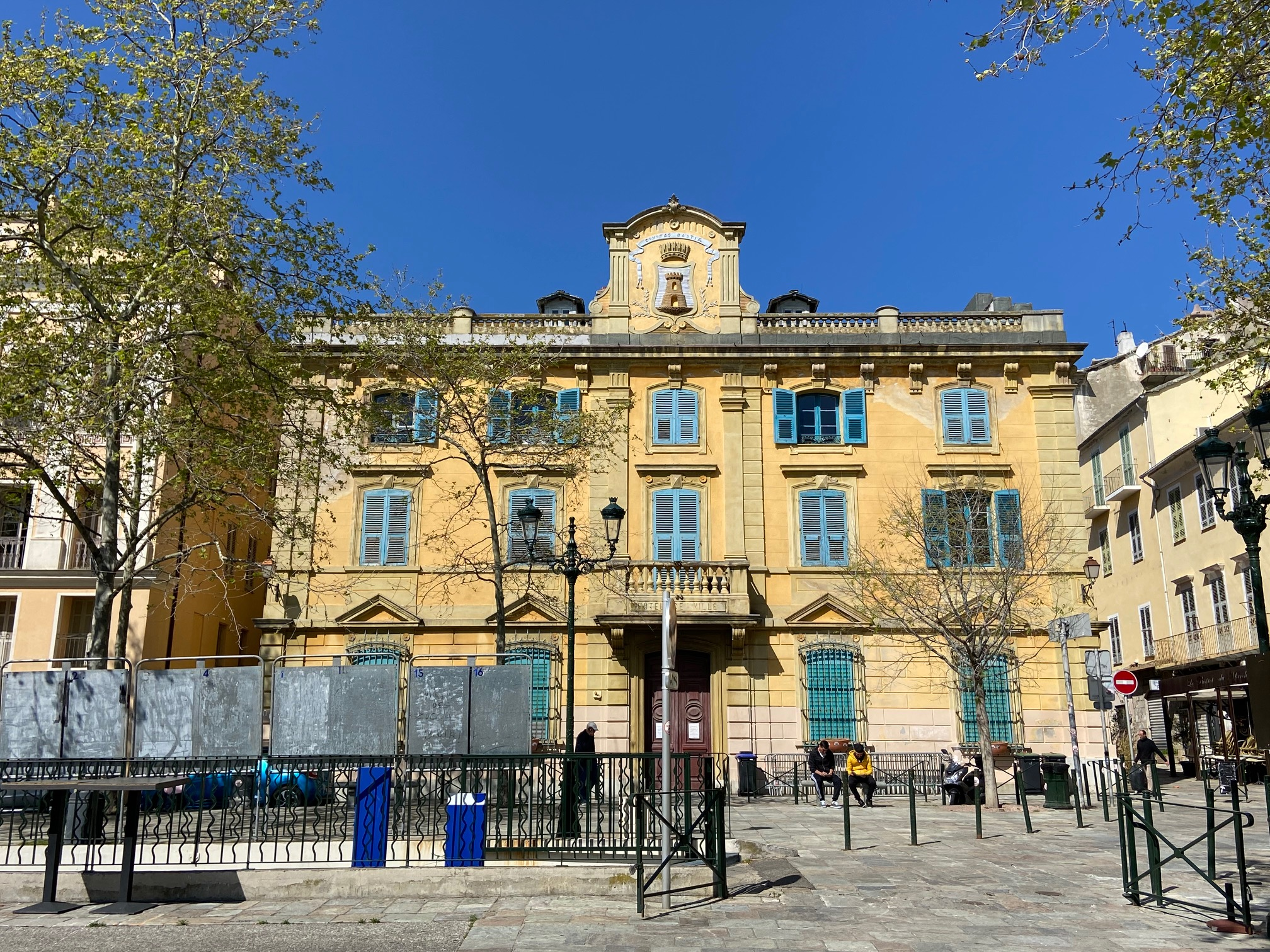
A Merria Vechja, l'ancienne mairie
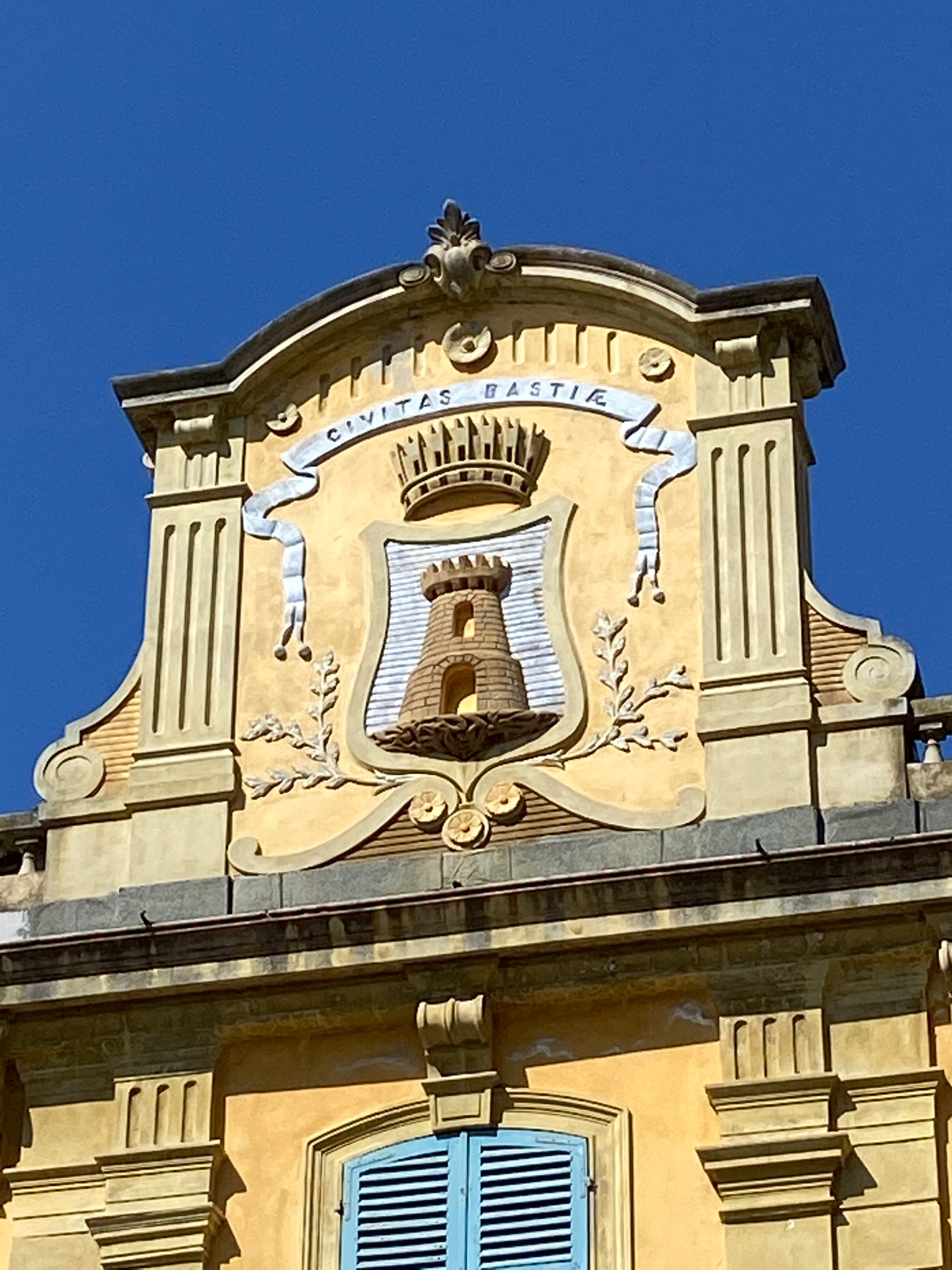
Détail de la façade

### Église Saint-Jean-Baptiste
Saint-Jean-Baptiste, appelée à Bastia San Ghjuvà, est l'église principale du quartier de Terra Vechja. Elle a été classée monument historique en 1999. Elle a été édifiée sur le site d'une ancienne église. L'édifice actuel a été construit entre 1636 et 1666.
Les deux clochers sont plus tardifs. Celui de gauche date de 1810. Nous le devons au maître maçon suisse Tomaso Quadri. Celui de droite, conçu par l'architecte Paul-Augustin Viale, de 1864.

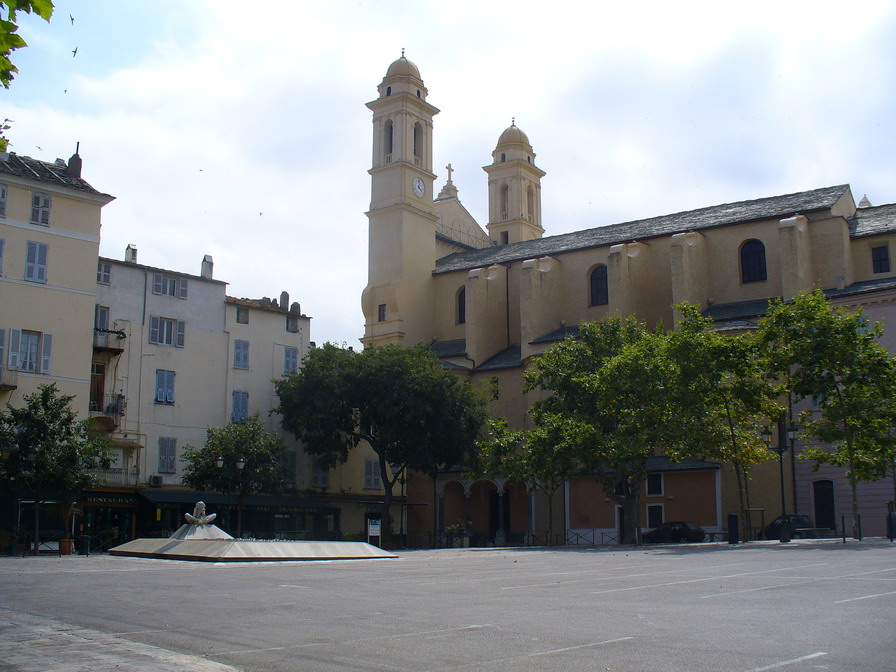
L'église Saint-Jean-Baptiste vue de la place du Marché
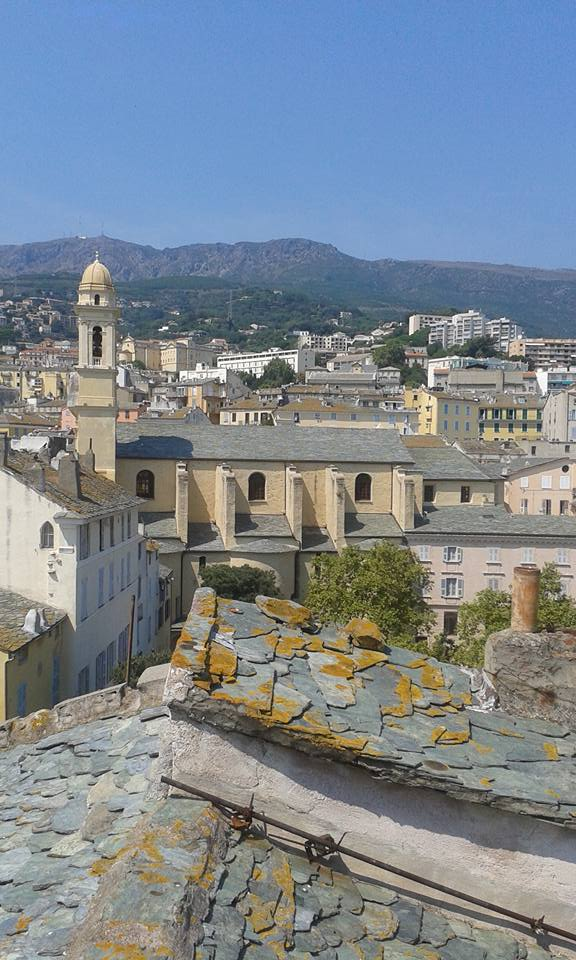
L'église vue des toits de Bastia
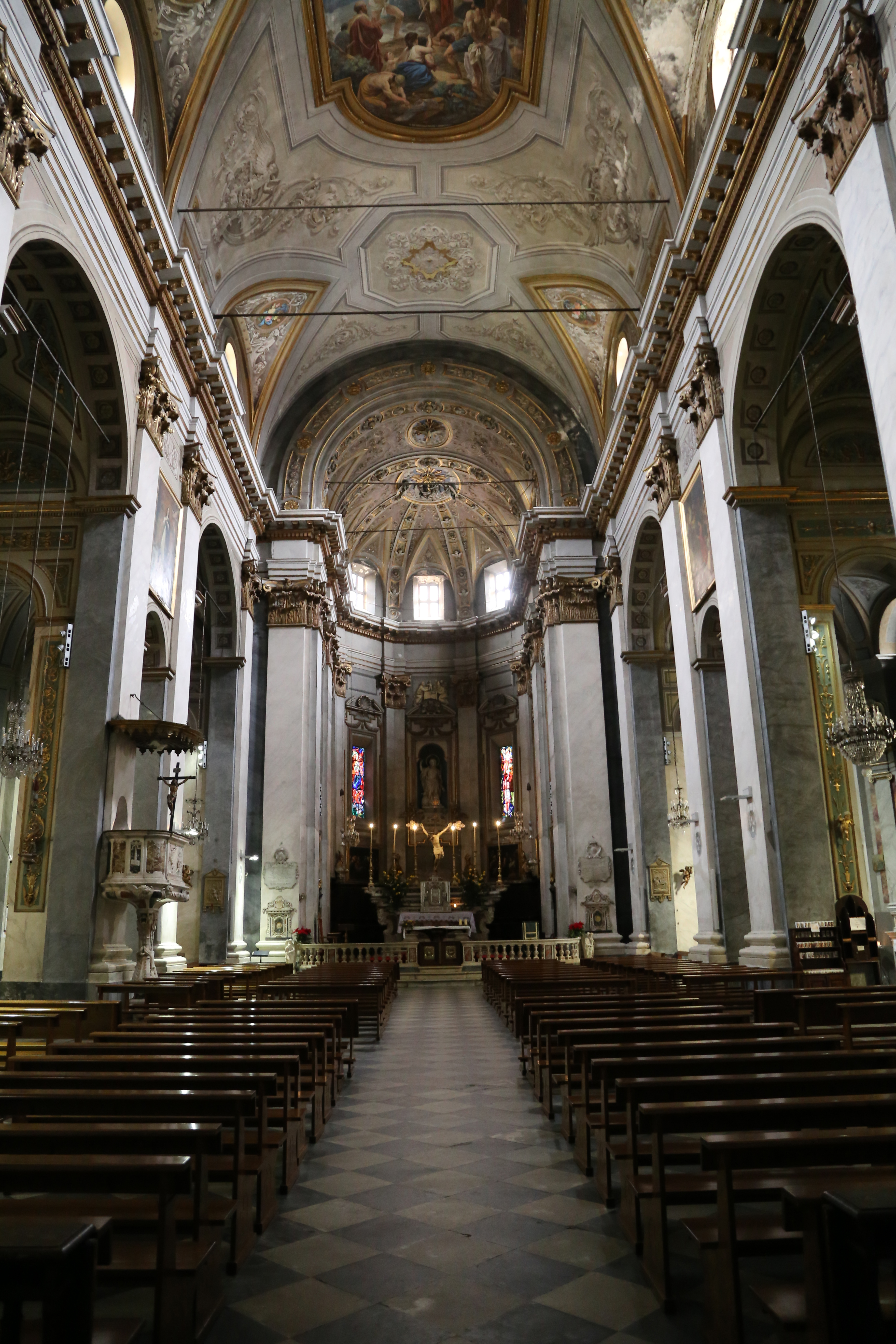
L'intérieur de l'église

### La maison Suzzoni
Il est situé entre l'église San Ghjuvà et l'Hôtel de Ville. Elle a été construite entre 1835 et 1839. La belle façade est de style néoclassique. Il y a sept travées de fenêtres, sur quatre niveaux. Elle était appelée à Bastia "a casa francese" .

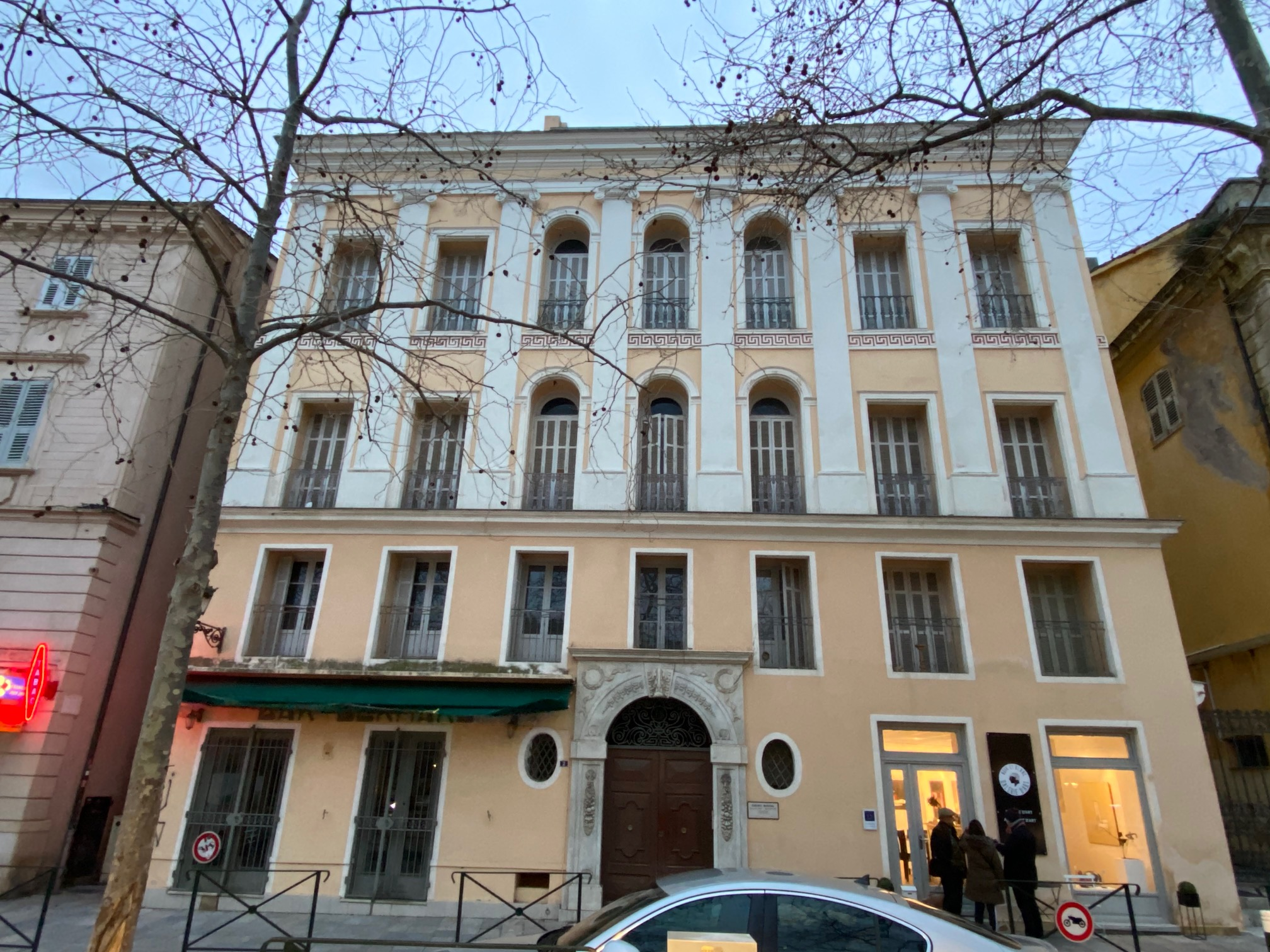
La maison Suzzoni

Le rez-de-chaussée était dédié aux boutiques, et le premier étage se logeaient les commerçants.

### La maison Favalelli
C'est l"une des plus anciennes maisons de Terra Vechja. Elle est située au numéro 9 de la rue Saint-Jean. Elle comporte sur sa façade les armoiries du chevalier Simon Giovanni Favalelli (1670-1725). C'est lui qui a donné son aspect actuel en 1693. Par héritage la maison est passée à la famille Viale, qui a connu d'illustres personnages, comme le poète Salvatore Viale (1787-1861), premier auteur à écrire en corse dans une œuvre littéraire, le cardinal Michele Viale-Prelà, archevêque de Bologne, l'architecte Paul-Augustin Viale (1824-1874),.

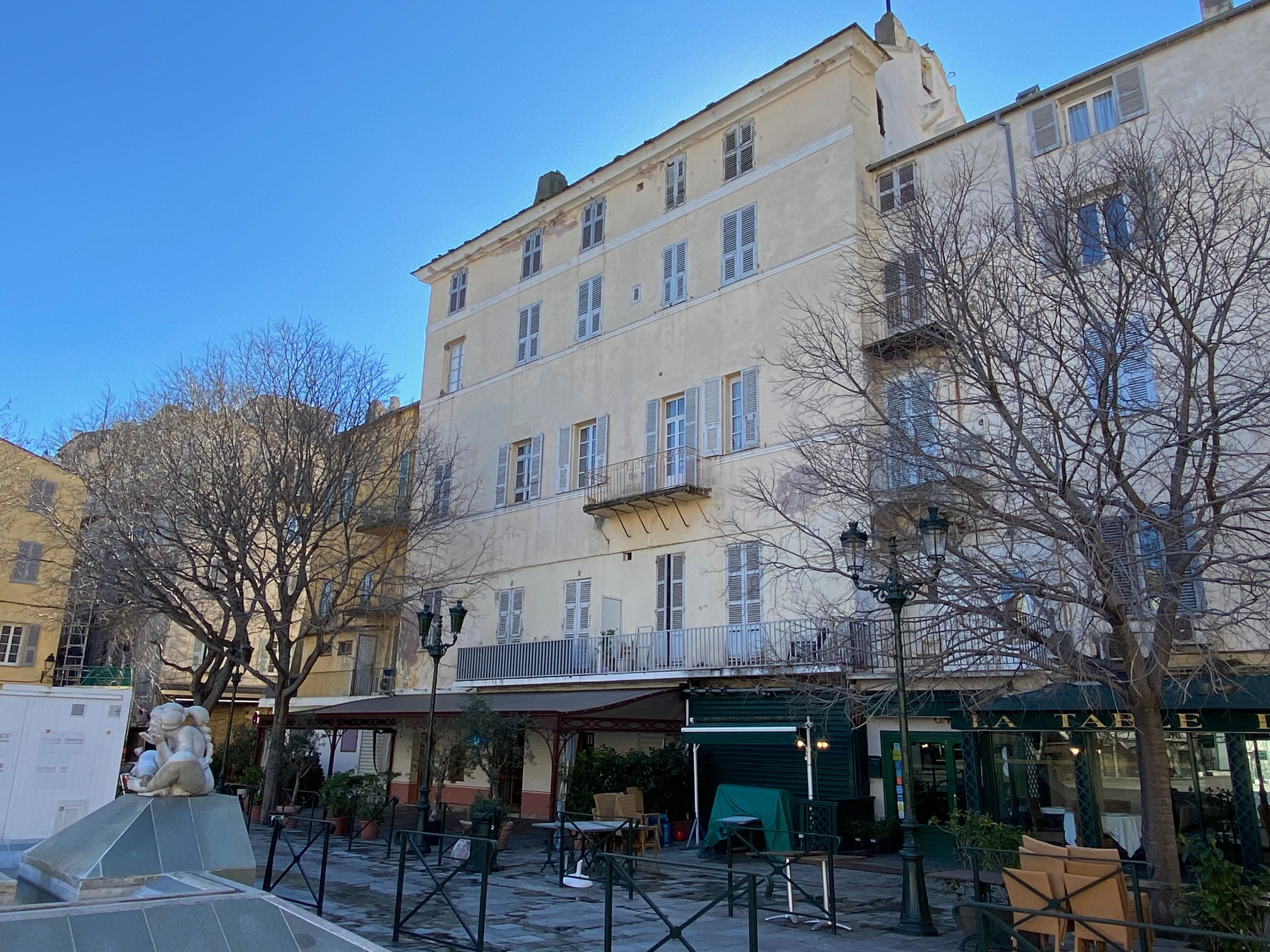
La maison Favalelli, côté place
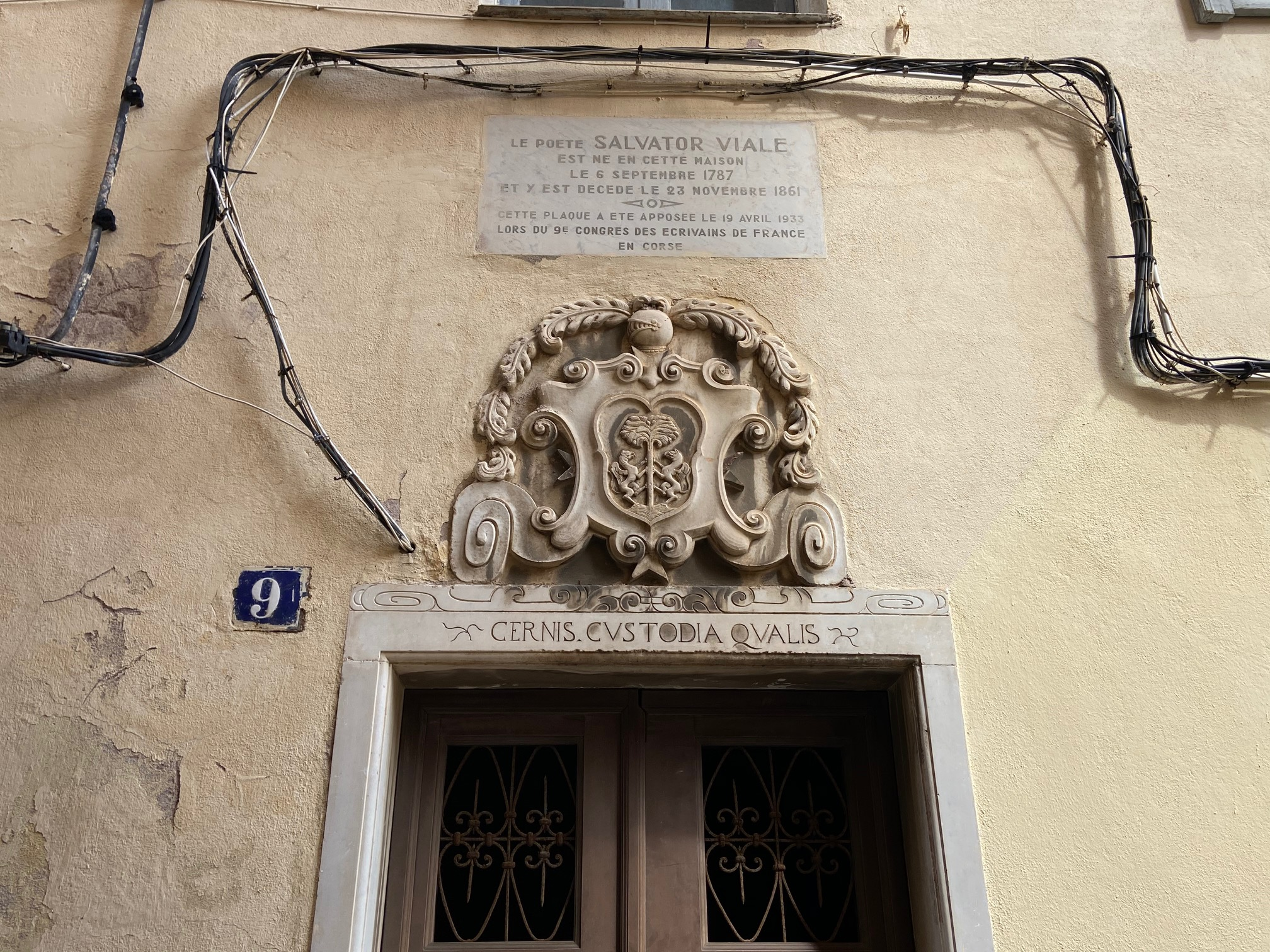
Entrée rue Saint-Jean

### La maison De Battisti
Elle est située au numéro 2 de la rue Commandant Bonelli. Cette maison porte le nom des premiers propriétaires, la famille De Battisti. Elle a été construite dans les années 1700-1710. C'était la résidence du vice-roi de Corse à l'époque du royaume anglo-corse,.

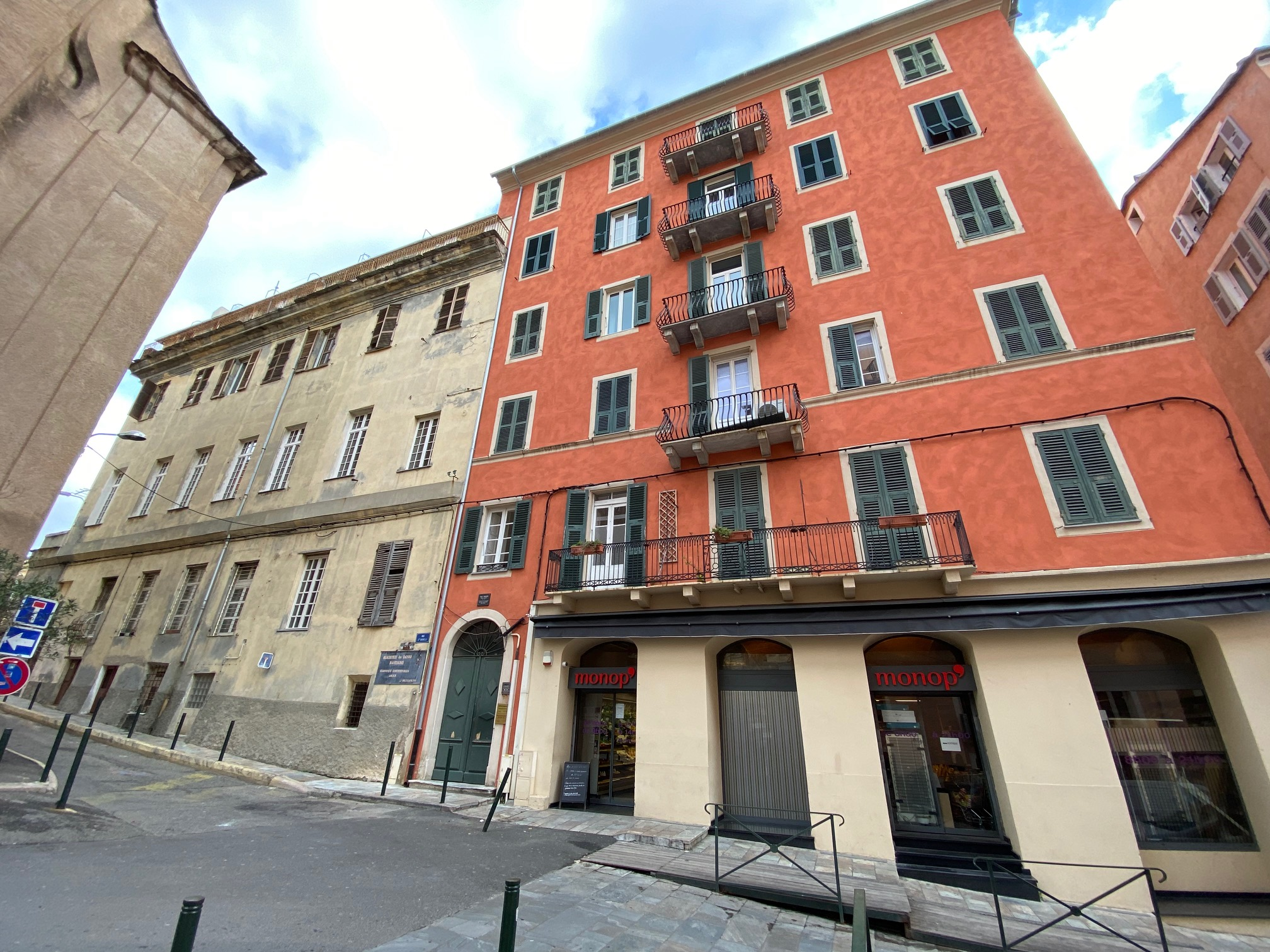
Casa Battisti

## A voir aussi
- Liste des monuments historiques de la Haute-Corse
- Liste des monuments historiques de Bastia
- Édifices religieux de Bastia
- Citadelle de Bastia
- Oratoire Saint-Roch de Bastia
- Église Sainte-Croix
- Église de la Conception de Bastia
- Chapelle Notre-Dame de Montserratu
- Pro-cathédrale Sainte-Marie
- Église Saint-Jean-Baptiste de Bastia
- Vieux-Port de Bastia
- Palais des Gouverneurs de Bastia
- Palais Caraffa